# Кано (город)
Ка́но (англ. и хауса Kano) — город на севере Нигерии, столица штата Кано.
Население — 3 848 885 жителей. Второй по населению город страны после Лагоса.
Большинство жителей относятся к народу хауса, почти 100 % населения понимают хауса.

## История
В 1953 году в городе вспыхнули беспорядки, которые были вызваны конфликтом между северянами, выступавшими за сохранение текущей формы британского владычества, и южанами, в основном йоруба и игбо, которые боролись за самоуправление. Столкновения продолжались четыре дня.
После введения шариата в штате в 2000 году многие христиане покинули город.
21 января 2012 года в Кано была осуществлена серия терактов: смертники на мотороллерах подорвали себя около четырёх полицейских участков. Ответственность за взрывы, в результате которых погибло не менее 215 человек, взяла на себя радикальная мусульманская организация «Боко харам».
В 2014 году в городе произошёл крупный террористический акт, погибло около 120 человек и ещё 260 получили ранения.

## Этимология
Город известен с IX века как торговый центр, был главным городом королевства Кано; название по имени основателя города, легендарного героя-властителя или кузнеца.

## Климат
| Показатель | Янв. | Фев. | Март | Апр. | Май  | Июнь  | Июль  | Авг.  | Сен.  | Окт. | Нояб. | Дек. | Год   |
| --- | ---- | ---- | ---- | ---- | ---- | ----- | ----- | ----- | ----- | ---- | ----- | ---- | ----- |
| Средний суточный максимум, °C | 30   | 33   | 37   | 38   | 37   | 34    | 31    | 29    | 31    | 34   | 33    | 31   | 33,2  |
| Средняя температура, °C | 21,2 | 24   | 27,9 | 30,7 | 30,5 | 28,5  | 26,2  | 25,3  | 26    | 26,8 | 24,3  | 22   | 26,2  |
| Средний суточный минимум, °C | 13   | 15   | 19   | 24   | 24   | 23    | 22    | 21    | 21    | 19   | 16    | 13   | 19,2  |
| Норма осадков, мм | 0,0  | 0,3  | 1,6  | 11,6 | 49,6 | 118,2 | 173,8 | 228,0 | 103,1 | 10,2 | 0,0   | 0,0  | 696,4 |
| Источник: http://www.climatedata.eu/climate.php?loc=nixx0010&lang=en, http://www.levoyageur.net/weather-city-KANO.html, http://www.hko.gov.hk/wxinfo/climat/world/eng/africa/nig_cam/kano_e.htm |      |      |      |      |      |       |       |       |       |      |       |      |       |

## Достопримечательности
В городе расположена Великая мечеть и древние городские стены.